# Sara Hedrenius
Sara Maria Hedrenius Andreasson, född 3 september 1974, är en svensk fil.kand. i psykologi med vidareutbildning i psykotraumatologi samt nationellt sakkunnig vid Svenska Röda Korsets enhet för beredskap och krisstöd. Hon är känd som överlevare från Estoniakatastrofen 1994.

## Biografi
Hedrenius var en av överlevarna från Estoniakatastrofen 1994, där hon skadad och starkt nedkyld räddades från en räddningsflotte med helikopter. Efter olyckan medverkade hon bland annat i den referensgrupp som granskade katastrofen. År 1998 kom hon i dessa sammanhang att träffa Röda korsets generalsekreterare Peter Örn som uppmuntrade henne att inrikta sig på att arbeta med krisstödjande verksamhet. Hedrenius har därefter tagit en fil.kand i psykologi samt genomgått vidareutbildning i psykotraumatologi, och arbetar (2022) med kris- och katastrofhantering på Röda Korset. Hon är medförfattare till flera böcker om krisbearbetning och stöd vid svåra kriser.
År 2022 gav hon ut boken "...det ser illa ut": Estoniakatastrofen 28 september 1994 där hon återberättar sin upplevelse av vad som hände. Efter att dokumentärfilmen Estonia – fyndet som ändrar allt sändes 2020 kände Hedrenius att hon ville veta mer och började att göra efterforskningar. I boken redovisar hon sitt researcharbete där hon gått igenom flera stora utredningar och förvånas över flera brister i dessa. Hon berättar också om räddningsinsatsen där många, bland annat unga värnpliktiga, riskerade sina liv.